# PRPSAP1
PRPSAP1 (англ. Phosphoribosyl pyrophosphate synthetase associated protein 1) – білок, який кодується однойменним геном, розташованим у людей на короткому плечі 17-ї хромосоми. Довжина поліпептидного ланцюга білка становить 356 амінокислот, а молекулярна маса — 39 394.
| 10         |  | 20         |  | 30         |  | 40         |  | 50         |
| ---------- |  | ---------- |  | ---------- |  | ---------- |  | ---------- |
| MNAARTGYRV |  | FSANSTAACT |  | ELAKRITERL |  | GAELGKSVVY |  | QETNGETRVE |
| IKESVRGQDI |  | FIIQTIPRDV |  | NTAVMELLIM |  | AYALKTACAR |  | NIIGVIPYFP |
| YSKQSKMRKR |  | GSIVCKLLAS |  | MLAKAGLTHI |  | ITMDLHQKEI |  | QGFFSFPVDN |
| LRASPFLLQY |  | IQEEIPNYRN |  | AVIVAKSPDA |  | AKRAQSYAER |  | LRLGLAVIHG |
| EAQCTELDMD |  | DGRHSPPMVK |  | NATVHPGLEL |  | PLMMAKEKPP |  | ITVVGDVGGR |
| IAIIVDDIID |  | DVESFVAAAE |  | ILKERGAYKI |  | YVMATHGILS |  | AEAPRLIEES |
| SVDEVVVTNT |  | VPHEVQKLQC |  | PKIKTVDISL |  | ILSEAIRRIH |  | NGESMAYLFR |
| NITVDD     |  |            |  |            |  |            |  |            |

A: Аланін

C: Цистеїн

D: Аспарагінова кислота

E: Глутамінова кислота

F: Фенілаланін

G: Гліцин

H: Гістидин

I: Ізолейцин

K: Лізин

L: Лейцин

M: Метіонін

N: Аспарагін

P: Пролін

Q: Глутамін

R: Аргінін

S: Серин

T: Треонін

V: Валін

Кодований геном білок за функцією належить до фосфопротеїнів. 
Задіяний у таких біологічних процесах, як ацетилювання, альтернативний сплайсинг. 